# Gonepteryx palmae
Gonepteryx palmae — дневная бабочка из рода Gonepteryx в составе семейства белянок (Pieridae).

## Описание
Длина переднего крыла около 31 мм. Размах крыльев 55—68 мм. Основной фон крыльев самцов — жёлтый, на передних крыльях имеются обширные области более яркого, слегка оранжеватого цвета. Вершина передних крыльев вытянута и заострена, задние крылья также с зубцом на жилке Cu1. На переднем и наружном краях крыльев находятся тёмные точки. Половой диморфизм выражается в более светлой окраске основного фона у самок, который является белёсым.

## Ареал
Эндемик Канарских островов, где вид известен только с острова Пальма, в связи с чем и получил своё видовое название.
Встречается в редкостойных лесах, на опушках лесов, полянах, обочинах дорог.

## Биология
Развивается в одном поколении за год. Время лёта: март-апрель-май. Самки после спаривания откладывает яйца на почки, молодые побеги и стебли кормового растения гусениц. Молодые гусеницы первых возрастов скелетируют листья, а в более старших возрастах — обгрызают их. Кормовые растения гусениц — крушина видов Rhamnus glandulosa и Rhamnus crenulata.